# Gatún-formatie
De Gatún-formatie is een geologische formatie in het bekken van het Panamakanaal die afzettingen uit het Mioceen omvat van 12 miljoen jaar oud.

## Locatie
De Gatún-formatie ligt aan de noordoostzijde van het Gatúnmeer, een kunstmatig meer tussen de Caribische sluizen en Chagres-rivier.

## Fossiele vondsten
De Gatún-formatie toont de fauna van een ondiepe zee uit het Laat-Mioceen. Destijds stonden de Caribische Zee en de Grote Oceaan nog met elkaar in verbinding. 
De rivierdolfijn Allodelphis kenmerkte zich door een relatief lange nek en robuuste ribben. Verder is een rib van een tandwalvis bekend uit deze formatie. Daarnaast is fossiel materiaal van een zeeschildpad, modderschildpad, aardschildpad en halswender gevonden. 
Er zijn ongeveer dertig soorten kraakbeenvissen bekend uit de Gatún-formatie, grotendeels beschreven in onderzoeken van de University of Florida van onder meer Catalina Pimiento. De indrukwekkendste soort was de megalodon (Carcharocles megalodon), die deze zee als kraamkamer gebruikte met fossielen van pasgeboren en jonge megalodons (2 tot 10.5 meter lang). De megalodon was met een reusachtige makreelhaai en de grootste haaiensoort ooit. De andere uitgestorven soorten zijn een verpleegsterhaai (Ginglymostoma delfortriei), een wezelhaai (Hemipristis serra) en een kleine verwant van de tijgerhaai (Physogaleus contortus). Het merendeel van de gevonden kraakbeenvissen leeft tegenwoordig echter nog steeds in de regio: de zijdehaai (Carcharhinus falciformis), de stierhaai (Carcharhinus leucas), de schemerhaai (Carcharhinus obscurus), de zandbankhaai (Carcharhinus plumbeus), de Caribische rifhaai (Carcharhinus perezi), de tijgerhaai (Galeocerdo cuvieri), de citroenhaai (Negaprion brevirostris), een spitsnuithaai (Rhizoprionodon sp.), de geschulpte hamerhaai (Sphyrna lewini), de grote hamerhaai (Sphyrna mokarran), de gevlekte adelaarsrog (Aetobatus cf. narinari), de Atlantische duivelsrog (Mobula hypostoma), de dwergduivelsrog (Mobula munkiana), de gladstaartduivelsrog (Mobula thurstoni), een adelaarsrog (Myliobatis sp.), de Pacifische koeneusrog (Rhinoptera cf. steindachneri), een lagunerog (Taeniura sp.) en een doornrog (Urobatis sp.). De vioolrog Rhynchobatus luebberti leeft tegenwoordig nog langs de Afrikaanse westkust.
Tot de beenvissen uit de Gatún-formatie behoren de steur Acipenser, de kaaimansnoek Lepisosteus, de grote barracuda (Sphyraena barracuda), zeilvissen, grombaarzen, zeebrasems, zeegrondels, zeemeervallen, ombervissen, naaldvissen, lantaarnvissen en platvissen.
Culebra-kloof · Gatún-formatie · Gatúncillo-formatie · Chagres-formatie · Alajuela-formatie